# Selmbach
Der Selmbach ist ein etwa 600 Meter langer rechter, östlicher Zufluss des Aubachs.

## Verlauf
Der Selmbach tritt am östlichen Ortsrand von Langenaubach unterhalb des Hoheroth(491 m.ü.NN), wenige Meter nördlich des geteerten Wirtschaftsweges nach Donsbach, in einem Waldstück zu Tage.
Der Lauf des Baches erfolgt überwiegend verrohrt durch einige Gärten bis zur Mündung des Baches in den Aubach.

## Zuflüsse
Der Selmbach verfügt über keine nennenswerten Zuflüsse.

## Ortschaften
Einzige Ortschaft am Selmbach:
- Langenaubach.